# Джей Гулд
Джейсон (Джей) Гулд (англ. Jason (Jay) Gould, 27 травня 1836 — 2 грудня 1892) — американський фінансист.

## Біографія

### Молоді роки
Був нащадком майора Натана Голда (Nathan Gold), який перебрався в Нову Англію в 1646 і оселився у Ферфілді, Коннектикут. Син майора Голда, прадід Джейсона, Натан Голд-молодший став помічником губернатора колонії Коннектикут у 1706 та головним суддею верховного суду Коннектикуту у 1724. Дід Джейсона, полковник Абрахам Голд був офіцером континентальної армії. З 1806 Голд-старший став підписуватися Гулд (Gould).
З дитинства страждав туберкульозом. Від ненависті до зубріжки покинув школу, проте з дитинства мав вміння і літературні здібності, зокрема, ще підлітком написав історію свого рідного округу Делавер.
Кинувши школу, Гулд працював землеміром, і зумів виручити 5000 доларів за продаж складених ним карт та історичних творів. На ці гроші в 1856 він і його діловий партнер, якийсь Пратт, відкрили надзвичайно вигідне шкіряне виробництво. Гулд обдурив Пратта, виводячи прибуток із підприємства у свій (по суті, підпільний) банк; коли Пратт виявив шахрайство, то віддав перевагу мировій угоді і вийшов з підприємства з грошовою компенсацією - вдвічі менше початкового внеску. Коли Гулдові виповнилося 20 років, він вийшов на нью-йоркський товарний ринок і, використовуючи гроші нових партнерів, фактично скупив ринок шкір. У 1857 його статки досягли мільйона, але паніка на біржі 1857 року знищила його статки; Партнер Гулда, Чарльз Льюїп, наклав на себе руки (сучасні біографи заперечують провину Гулда в його смерті, вважаючи всьому виною психічний розлад Льюїпа).

### Чорна п'ятниця 1869
У наступне десятиліття діяльність Гулда не виділялася на загальному тлі, але в другій половині 1860-х він і Джеймс Фіск стали помітними постатями в Таммані-холі (Нью-Йоркській штаб-квартирі демократів). Після смерті магната-афериста Деніела Дрю Фіск і Гулд стали керуючими його залізниці Ері (Erie Railroad), призначивши почесним директором Босса Твіда; Твід забезпечив Фіску та Гулду політичний «дах». Під час судового переслідування Твіда в 1871 саме Гулд вніс за нього заставу в вісім мільйонів.
У серпні 1869 Гулд і Фіск вирішили спровокувати підвищення ціни на ринках. Купуючи золото, вони розраховували, що за ним піде підвищення цін на зерно, а потім підвищення попиту на перевезення зерна, що дозволило б підняти залізничний тариф. Наполеоновський план Гулда (так цю аферу оцінювали сучасники) спирався, зокрема, на контакти з ближнім оточенням президента Гранта. Гулд вклав у справу 7 мільйонів, що підняло ціни на золото на 40%; у наступні дні зростання цін становило 65% до липня 1869. Гравці, які сумніваються, звернулися до президента безпосередньо, і тільки після цього, без особливих попереджень і витоків інформації, на ринок золота вийшло Казначейство США. 24 вересня 1869 гримнула «Чорна п'ятниця», курс золота впав; хоча Гулд і не втратив вкладені в аферу гроші, його обклали численними судовими позовами, а одного разу мало не лінчували на вулиці — у результаті Гулд залишив біржу та залізницю в 1872, а Джеймса Фіска розстріляв на вулиці коханець його колишньої подруги.

### Залізничний король
Кинувши спустошену Erie Railroad, Гулд взявся скуповувати залізниці на Середньому Заході, взявши під контроль Union Pacific та Missouri Pacific. До 1880 він контролював близько 16 000 кілометрів доріг (1/9 національної мережі США), в 1882 - 15% національної мережі.
У 1883 Гулду довелося піти з Union Pacific через фінансові претензії федерального уряду. Гулду приписується фраза, сказана щодо страйку залізничників 1886: «Я можу найняти половину робітничого класу, щоб вони вбивали іншу».
Гулд був одружений один раз (дружина померла за два роки до його смерті) і мав шістьох дітей. Після смерті його спадщину було оцінено лише у 72 млн доларів — щоб заощадити на податках.
Сучасні біографи, які реконструювали біографію Гулда на первинних джерелах, вважають, що його образ «барона-розбійника» багато в чому перебільшений пресою (у тому числі й за вказівкою самого Гулда за його життя), а методи ведення бізнесу Гулдом — виключаючи практику навмисного банкрутства та прямого недотримання інтересів міноритаріїв — виправданої за умов ХІХ століття. Однак у популярній та навчальній літературі особистість Гулда, як і раніше, подається як приклад особливо безпринципного ділка.